# Polymorphis
Polymorphis és un gènere extint de mamífers litopterns de la família dels macrauquènids que visqueren a Sud-amèrica durant l'Eocè, fa entre 42 i 48 milions d'anys. Se n'han trobat restes fòssils a la província argentina de Chubut. És el representant més antic que es coneix de la seva família. Les espècies d'aquest grup eren litopterns de mida petita a mitjana i probablement de constitució esvelta, tot i que no es pot corroborar per la falta de material postcranial. El nom genèric Polymorphis significa ‘multiforme’.